# Scott Molina
Scott Molina (Pittsburg, Californië, 29 februari 1960) - bijgenaamd The Terminator - is een Amerikaans professioneel triatleet. Hij is zesvoudig Amerikaans nationaal kampioen en won de Ironman Hawaï in 1988 in een tijd van 8:31.00. Als professioneel triatleet won hij tussen 1982-1995 104 triatlons.
Molina trouwde in 1990 met de Nieuw-Zeelandse triatlete Erin Baker. Samen werden ze ouders van Jennifer, Miquel en Tandia. De familie ging in 1994 in Christchurch wonen.

## Titels
- Wereldkampioen Ironman - 1988
- Amerikaans kampioen triatlon - 1983, 1984, 1985, 1986, 1990, 1994

## Belangrijkste prestaties

### triatlon
- 1981: DNF Ironman Hawaï
- 1982: 4e Ironman Hawaï (okt) - 9:50.23
- 1985:  Ironman New Zealand - 7:40.49
- 1986:  Triathlon International de Nice
- 1988:  Ironman Hawaï - 8:31.00
- 1990: 4e Ironman New Zealand - 9:00.06
- 1991:  Ironman New Zealand - 8:40.54
- 1991:  Powerman Zofingen
- 1994: 9e WK olympische afstand in Wellington - 1:53.20
- 2001: 23e Ironman Brasil - 9:14.xx
- 2001:  5430 - 9:34.39
- 2003: 70e Ironman New Zealand
- 2005:  Ironman Arizone (leeftijdsgroep) - 9:23.38
- 2006: 7e Auckland - 4:37.26